# Luisa Aiani

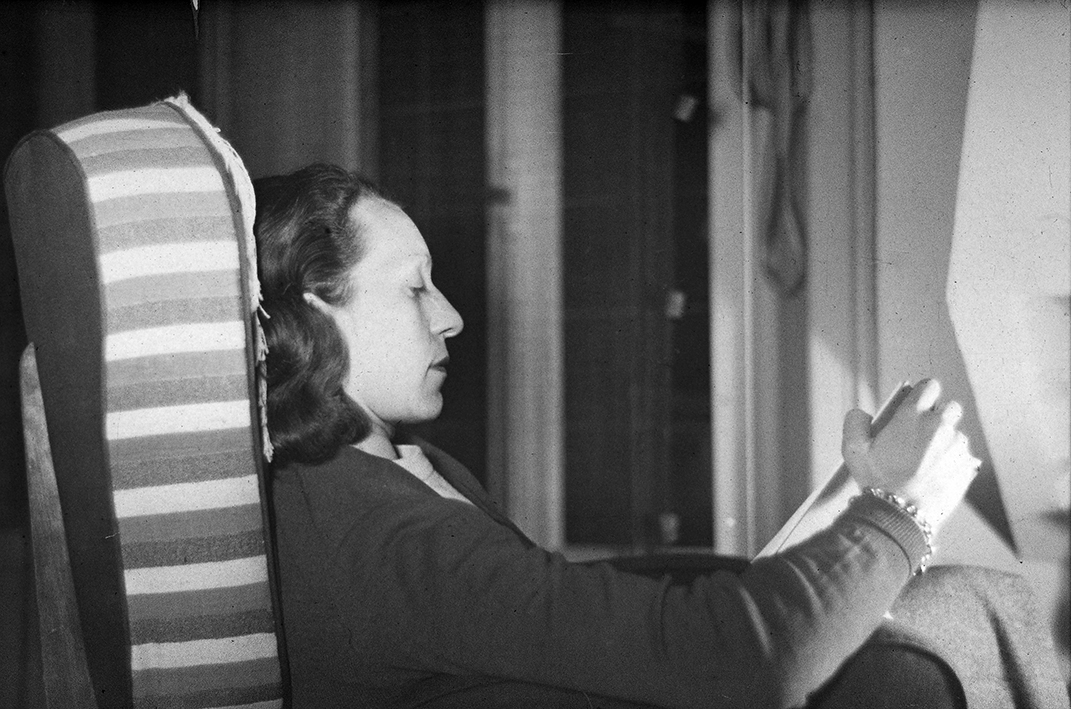
Luisa Aiani Galfetti Parisi, 1947

Luisa Aiani (* 11. November 1914 in Cantù; † 21. Juni 1990 in Como; auch Luisa Galfetti oder Luisa Parisi) war eine italienische Architektin und Designerin. Sie gehörte zu den stilprägenden Persönlichkeiten im italienischen Design nach dem Zweiten Weltkrieg.

## Leben und Werk
Sie studierte die deutsche Sprache in Wiesbaden (Abschluss 1939) und arbeitete 1940 als freiwillige Krankenschwester des Italienischen Roten Kreuzes im Lazarett von Lucca. Sie bewährte sich bei der Torpedierung des Lazarettschiffs „Po“ im März 1940 und wurde mit der Bronzemedaille für militärische Tapferkeit und dem Silberanker der italienischen Marine ausgezeichnet.
Aiani besuchte das Liceo Artistico in Brera, einem Stadtteil von Mailand, und studierte ab 1943 am Polytechnikum Mailand bei Gio Ponti.
Damals bildeten sich mehrere avantgardistische Bewegungen und Kollektive in Mailand. Zu der Gruppe Alta Quota gehörten Luisa Aiani, Ico Parisi sowie die Architekten und Designer Fulvio Cappelletti, Silvio Longhi und Giovanni Galfetti.
Während des Krieges heiratete Luisa Aiani ihren Kollegen Giovanni Galfetti. Sie entwarf Gebrauchsgegenstände und Möbel und stellte ihre Arbeiten zusammen mit den Arbeiten ihres Mannes aus. Galfetti starb ein paar Monate nach der Hochzeit im Krieg. Im Jahr 1945 nahm sie noch unter dem Namen Galfetti an der Prima mostra dell’Arredamento (Ausstellung für Innenausstattung) im Broletto teil, für deren Gestaltung sie gemeinsam mit Lina Clerici und Ico Parisi verantwortlich war.
1947 heiratete sie Ico Parisi. Die Parisis produzierten Keramik, Schmuck und Glasgegenstände sowie Möbel und Haushaltsaccessoires. Gemeinsam eröffneten sie 1948 das Atelier La Ruota in Como, das bis 1995 bestand und sich zu einem Treffpunkt für Kunstschaffende entwickeln sollte. La Ruota war Entwicklungsatelier sowie Ausstellungsort, in der das Paar eigene Entwürfe präsentierte sowie Wechselausstellungen mit Künstlern wie Bruno Munari oder Umberto Boccioni initiierte. Es sammelte und archivierte Design-Objekte sowie anonyme handwerkliche Produkte aus ganz Italien. 1969 wurden in La Ruota Schmuckstücke international bekannter Künstler den handwerklichen Objekten verschiedener Länder gegenübergestellt.
In den Nachkriegsjahren befand sich das italienische Design an einem Scheideweg. Es bestand die Notwendigkeit, bei der Gestaltung auf Modernisierung und industrielle Produktion zu setzen und auf neue Technologien zu reagieren. Berücksichtigt werden musste, dass insbesondere im Bereich der Möbelindustrie noch eine halb handwerkliche Produktion vorherrschte. Der Geschmack des Publikums, das einheitliche Serienprodukte nicht schätzte, sollte ebenfalls bedient werden. Die Arbeiten, die Luisa und Ico Parisi entwarfen, zeichneten sich durch eine Kombination aus Strenge und Extravaganz, Serialität und formalem Reichtum aus.
Die Teilnahme an einer 1948 von Fede Chieti in der Via Manzoni 23 in Mailand veranstalteten Ausstellung brachte für die Parisis wichtige Aufträge, wie z. B. die Einrichtung der Staatsbibliothek (Mailand, 1947), der Journallistenausstellung (Mailand, 1948) und der ersten Messe in Bergamo (1950). Die von Chiete organisierte Ausstellung zeigte auch Möbel von Franco Albini, Giulio Minoletti, Carlo Mollino, Gio Ponti, Carlo Enrico Rava und Ettore Sottsass. Sie wurde später als Ausgangspunkt für die als „italienisches Design“ bekannte Richtung im Möbel- und Industriedesign bezeichnet.
Ende der 1940er bis Mitte der 1950er Jahre schufen die Parisis Möbel für die Galerie Altamira und die Singer & Sons Furniture Factory in New York. Bekannt waren vor allem die Tischentwürfe. In den 50er Jahren begann die Zusammenarbeit mit Cassina. Der Sessel „Poltrona Uovo 813“ (1957) wurde mit einer Goldmedaille auf der Ausstellung Colori e Forme Nelle Casa d’oggi (Como, 1957) ausgezeichnet. Der Sessel „691“ und der Sessel „Conca 839“ (1955) wurden beide Finalisten des Wettbewerbs Compasso d’Oro aus demselben Jahr. Das Paar entwarf auch für die Firma Mobili Italiani Moderni (M.I.M.).
Die Entwürfe wurden in den Magazinen Domus und Il mobile italiano veröffentlicht.

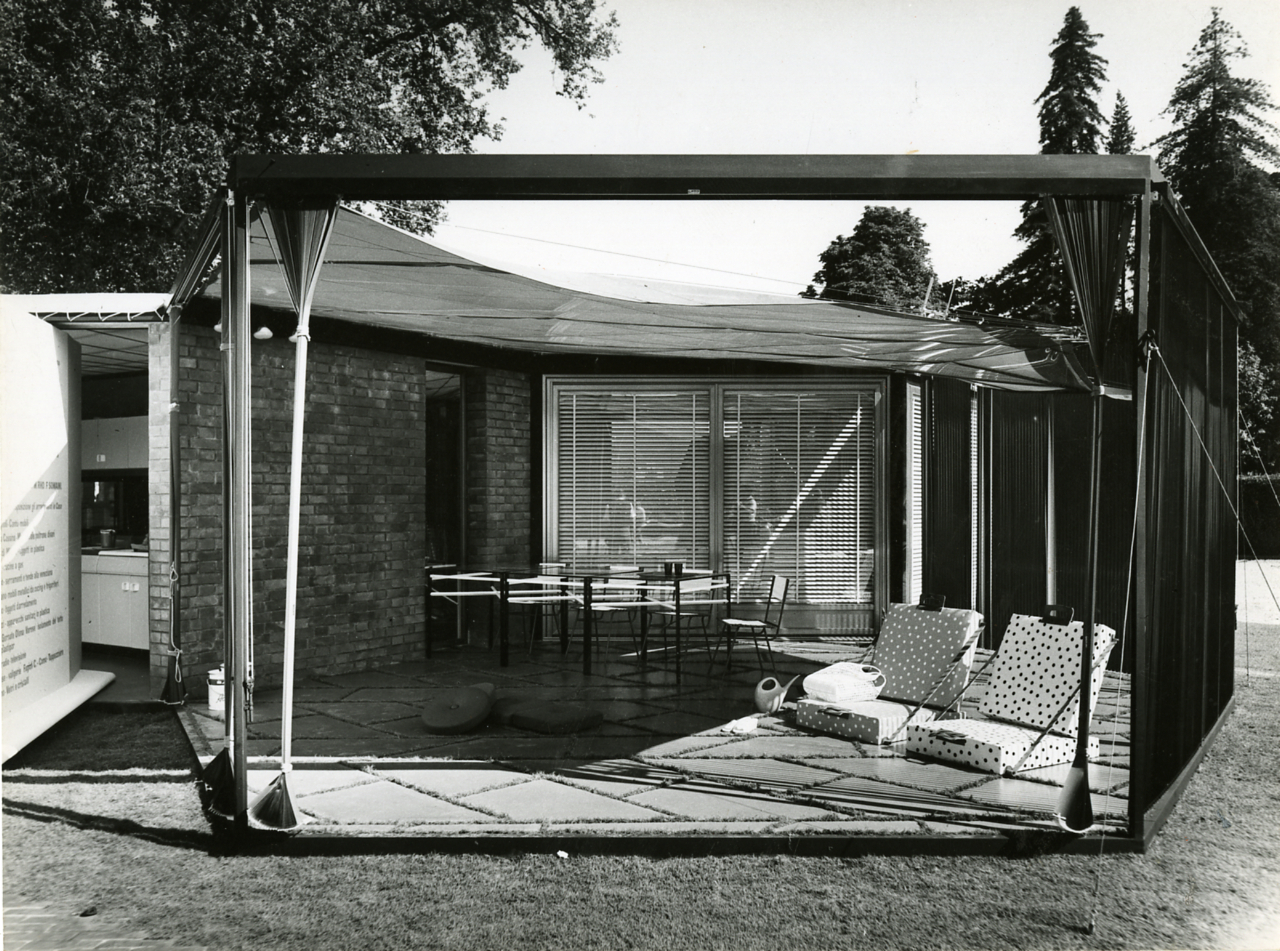
Como, Villa Olmo. Ausstellung Farben und Formen im Haus heute. Ferienhaus entworfen von den Parisis und Giampaolo Allevi.

1957 war Ico Parisi Mitglied des Exekutivkomitees der Ausstellung Colori e forme nella casa d’oggi (Farben und Formen im Haus heute) in der Villa Olmo. Das Duo Parisi errichtete hier mit Gianpaolo Allevi im Park der Villa den Pavillon „Holiday Home“. Zu den architektonischen Werken gehörten weiter Villen und Einfamilienhäusern, wie die Casa Bertacchi (in Monte Olimpino, 1952) und Casa Bolgiana (1953), letztere in Zusammenarbeit mit Gianpaolo Allevi. Bezogen auf ihre Casa Bolgiana (1953) schuf der Künstler Mario Radice mehrere Kunstwerke. Die Casa Luzzato (Fino Mornasco, 1965) wurde ebenfalls in Zusammenarbeit mit Gianpaolo Allevi entworfen. Mit Parisi unternahm sie 1965 eine New York-Reise. Ein dabei entwickeltes Hochhausprojekt kam nicht zur Ausführung.
Luisa und Ico Parisi initiierten 1973 mit dem Unternehmer Italo Bartoletti, den Kritikern Pierre Restany und Enrico Crispolti sowie dem Psychologen Angelo Miotto ein städtebauliches Projekt mit sozialem Anspruch, die Operazione Arcevia - una comunità esistenziale. Das Projekt lud internationale Künstler in ein Dorf ein, das von ökonomischem Niedergang betroffenen war.
Luisa Parisi war eine der Gründerinnen des Clubs Soroptimist International von Como. Für diesen entwarf sie 1958 Kinderspielzeug, dass der Stadt Como 1994 als Schenkung übereignet wurde.
Parisi war nach den Aussagen ihres Mannes im gemeinsamen Büro gleichwertig am Entwurfsprozess beteiligt. Alle Möbelstücke, die seit der Gründung von La Ruota entworfen wurden, tragen die Signatur beider Designer. Der Nachlass beider wurde 1995 der Pinakothek Civica des Palazzo Volpi di Como übertragen und unter dem Namen Fondo Ico Parisi wissenschaftlich betreut und erweitert.

## Werke (mit Ico Parisi, Auswahl)

### Möbeldesign
- Two-Seat Sofa[7]

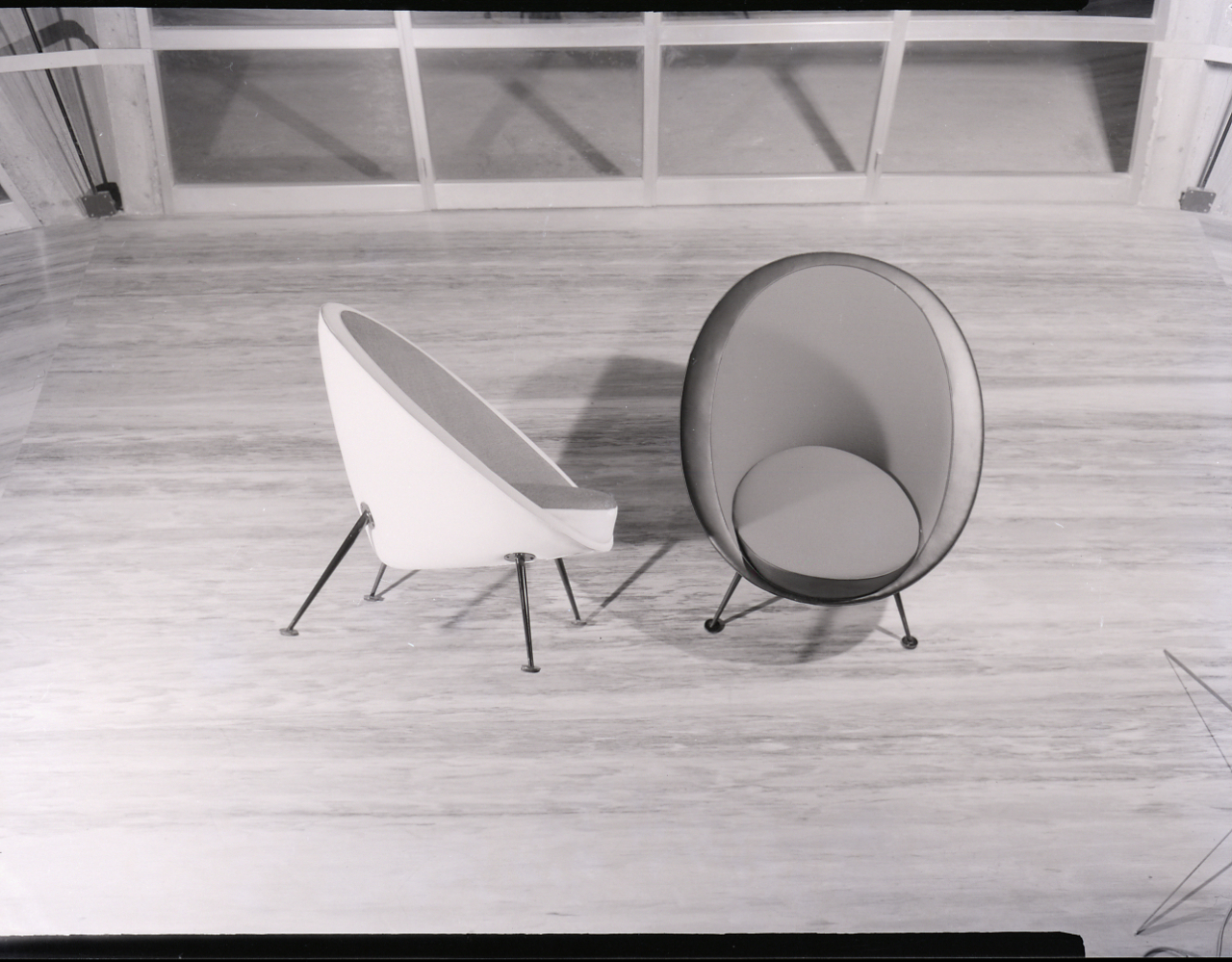
Egg Chairs, Model Nr. 813, nicht zu verwechseln mit dem Egg Armchair von Arne Jacobsen)

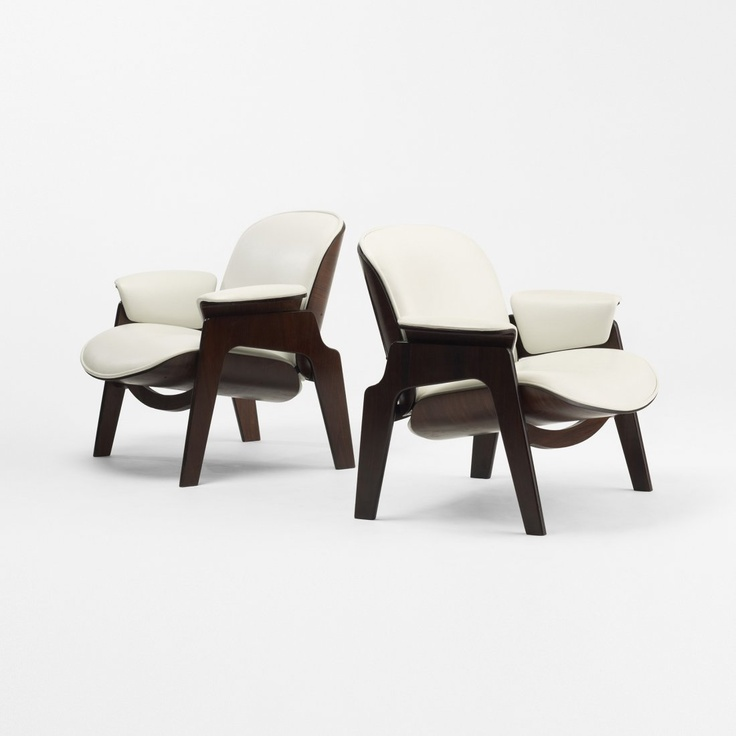
Poltrone (für M.I.M. Roma)

- Vanity/ Dressing Table & Chair (für Casa Zucchi, Hersteller Fratelli Rizzi)[8]
- Cocktail Table (für M. Singer & Sons, New York)[9]
- Model 691, Stuhl (für Cassina)[10]
- Model 812, Sofa (für Cassina)[11]
- Model 813, bekannt als Uovo (Egg Chair, Sessel (für Cassina)[12][13]
- Model 813, Sofa (für Cassina)[14]
- Model 814, Sessel (für Cassina)[15]
- Model 839, Sessel (für Cassina)[16]
- Model 865, Lounge Sessel[17]
- Model 865, Sofa[18]

### Gebrauchsgegenstände
- Sei sedie (zugeschrieben)[19]

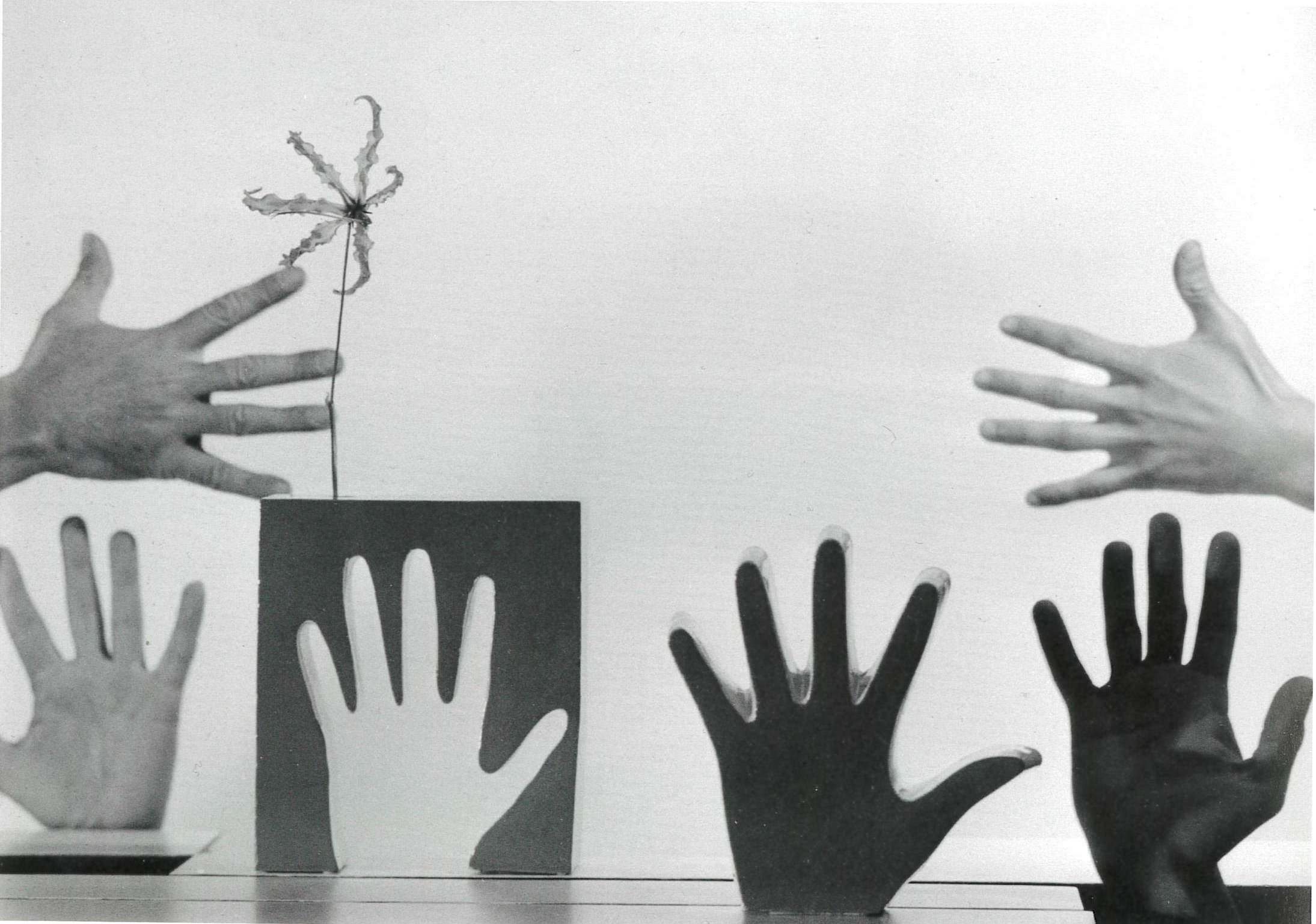
Impronta, Vase und Schale

- Profilo, Vase (Hersteller Zanolli & Sebellin)[20]
- Impronta, Vase und Schale (Hersteller Zanolli & Sebellin)[21]
- L’occhio, Vase (Hersteller Zanolli & Sebellin)[22]

### Leuchten
- Iride Floor Lamp (schwarz)[23]
- Iride Floor Lamp (farbig)[24]

### Innenarchitektur
- Interieur einer Wohnung, 1953 (Innenraumperspektive, Gouache auf Papier)[25]
- Interieur einer Wohnung, 1953 (Innenraumperspektive, Gouache auf Papier)[26]
- Interieur einer Wohnung, 1953 (Innenraumperspektive, Gouache auf Papier)[27]
- Interieur einer Wohnung, 1953 (Innenraumperspektive, Gouache auf Papier)[28]
- Interieur einer Wohnung, 1953 (Innenraumperspektive, Gouache auf Papier)[29]

## Ausstellungen (Auswahl)
- Triennale Mailand, 1954.[2]
- Colori e forme nella casa d’oggi, Villa Olmo, Como, 1957.[2]
- Salone del Mobile Milano, 1968.[2]
- Luisa und Ico Parisi, Berlin 2008/09.
- Universo Parisi. I vetri e le ceramiche di Ico e Luisa (Universum Parisi. Glas und Keramik von Ico und Luisa), Como 2022/23.[30]